# Анседе
Анседе (порт. Ancede)  —  район (фрегезия) в Португалии,  входит в округ Порту. Является составной частью муниципалитета  Байан. По старому административному делению входил в провинцию Дору-Литорал. Входит в экономико-статистический  субрегион Тамега, который, в свою очередь, является частью Северного региона. Население составляет 2618 человек на 2001 год. Занимает площадь 11,83 км².